# Куплю привидение
«Куплю привидение» — российский короткометражный мультфильм. Снят по мотивам рассказа Артура Конана Дойла.

## Сюжет
Одинокий владелец старинного замка даёт объявление о покупке привидения. Шайка жуликов, прочитав это объявление, решает обмануть и обокрасть владельца замка. Девушка — главарь шайки — приходит к нему под видом старухи и сообщает, что у неё якобы есть несколько привидений — на выбор. Её сообщники, нарядившись привидениями, тайком воруют ценные вещи из комнат. Но на помощь приходит настоящее привидение, живущее в замке уже 500 лет. При виде призрака воры в ужасе убегают, бросив мешок с награбленным.

## Съёмочная группа
| автор сценария            | Альберт Иванов                                                                             |
| кинорежиссёр              | Екатерина Образцова                                                                        |
| художник-постановщик      | Юрий Исайкин                                                                               |
| композитор                | Геннадий Гладков                                                                           |
| кинооператор              | Наталия Михайлова                                                                          |
| звукооператор             | Борис Фильчиков                                                                            |
| аниматоры                 | Владимир Шевченко, Александр Панов, Сергей Антонов                                         |
| роли озвучивали           | Дмитрий Назаров, Наталия Красноярская, Александр Малов                                     |
| xудожники                 | Елена Гагарина, Виктория Макина, Ольга Павлова, С. Сидорин, В. Зиньковский, Николай Козлов |
| ассистент режиссёра       | Ирина Литовская                                                                            |
| монтажеры                 | Елена Белявская, О. Долгова                                                                |
| редактор                  | Елена Михайлова                                                                            |
| директор съёмочной группы | Лилиана Монахова                                                                           |

- Съёмочная группа приведена по титрам мультфильма.